# Atilano de Zamora
San Atilano (Tarazona, hacia el año 850-Zamora, 5 de octubre del 919) fue el primer obispo de la diócesis de Zamora durante el periodo 901-917. Se le venera como uno de los patronos de la ciudad de Zamora. Existe confusión con otro obispo zamorano denominado igualmente Atilano que estuvo activo en el periodo 990-1009.

## Vida

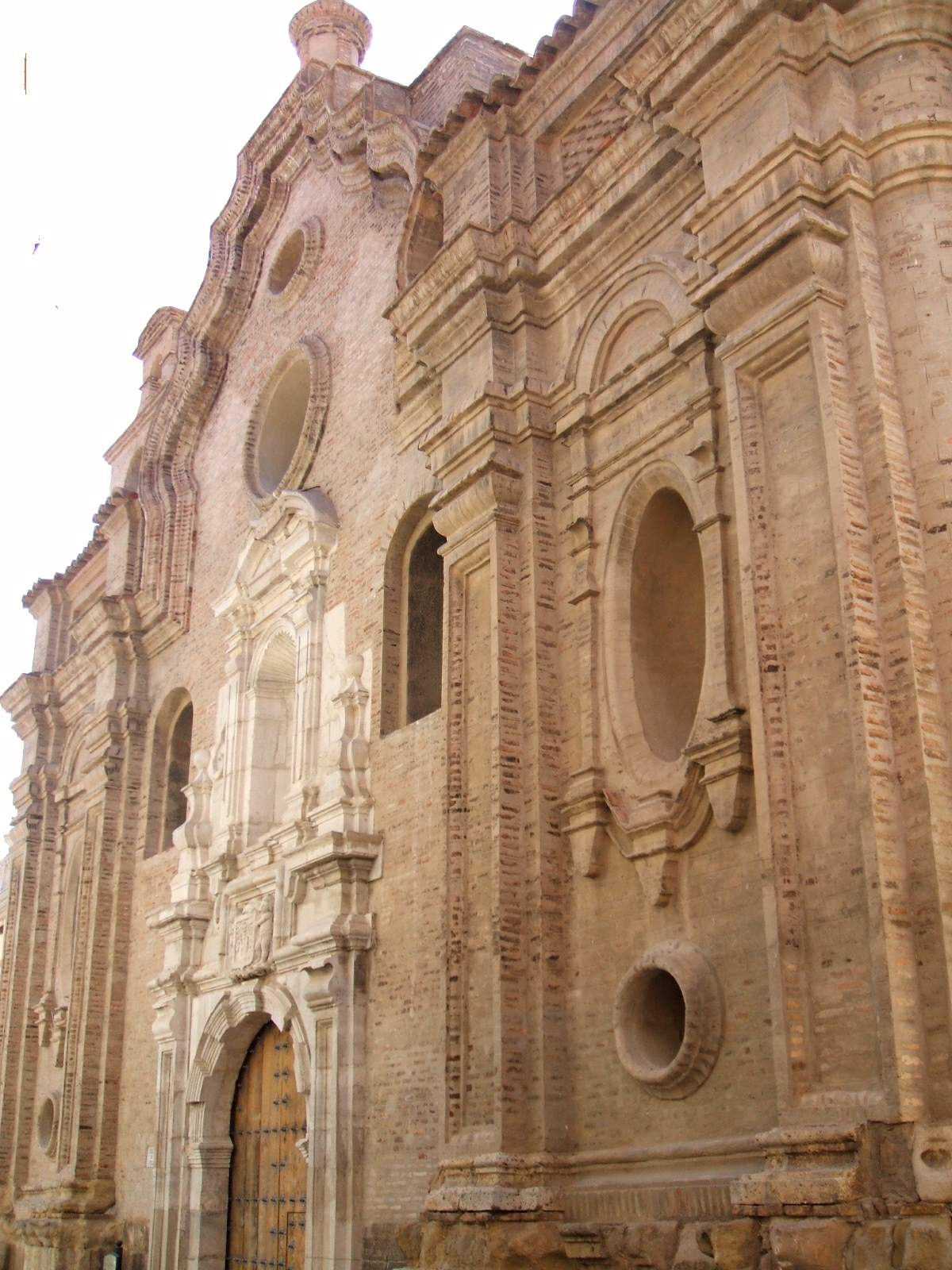
Iglesia de San Atilano en Tarazona, su ciudad natal.

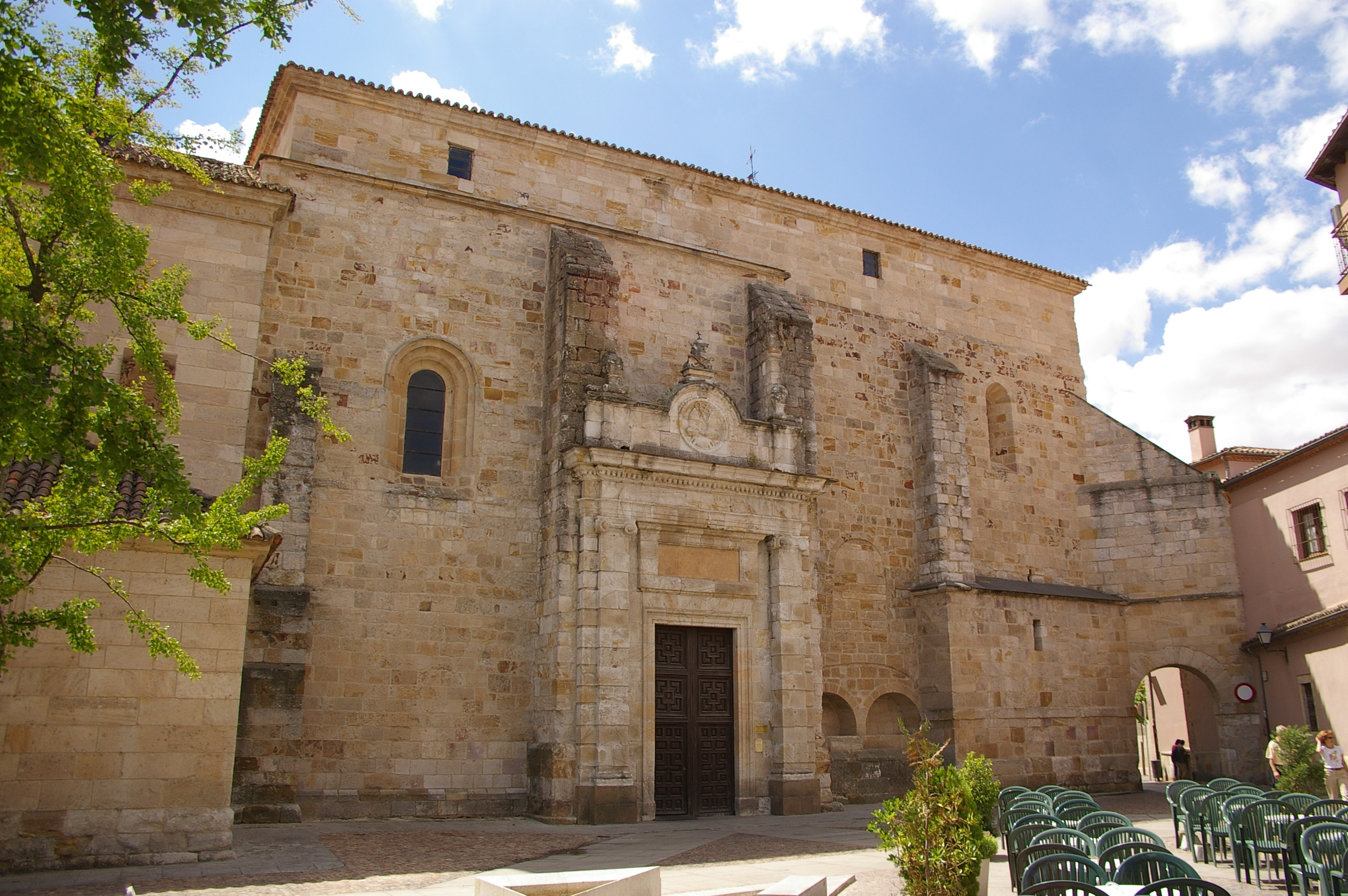
Iglesia de San Pedro y San Ildefonso en la ciudad de Zamora.
En ella se guarda el cuerpo de San Atilano, primer obispo de Zamora y patrón de la ciudad así como de Tarazona, su localidad natal.

Algunos detalles se saben de la vida de este santo durante su cargo como obispo de la diócesis de Zamora. Los detalles de su vida se conocen a comienzos del siglo XVIII gracias a un descubrimiento que realiza un canónigo en la Biblioteca Real de Madrid, encontrando casualmente un manuscrito redactado por Fray Athanasio de Lobera titulado: Grandezas de la ciudad e iglesia de León y vidas del glorioso san Froilán y san Atilano. Probablemente era descendiente de familia noble, comienza su vida religiosa muy pronto en un monasterio benedictino cercano a Tarazona, su localidad natal, para más tarde pasar al monasterio de Sahagún. Tras ser ordenado sacerdote y en unión de San Froilán, monje nacido en Lugo, comienza una vida de anacoreta en los montes leoneses. 
Su fama de santidad no tardó en crecer por toda la región y muchos fueron a oírlos predicar. Su popularidad llegó al punto que les fue imposible seguir con su vida retirada y tuvieron que fundar un monasterio en Veseo, que llegó a contar con trescientos miembros. La fama de los dos santos llegó a oídos del rey de Asturias Alfonso III el Magno que colmó de honores a San Froilán, a quien dio licencia para construir monasterios en su reino.
Fundaron el Monasterio de Moreruela en Tábara, en tierras recién reconquistadas a los musulmanes y colonizada por los cristianos, alrededor del cual se organizaron varios cenobios. Para completar la línea defensiva del reino cristiano con el musulmán el rey funda el Monasterio de Santa María de Moreruela, donde San Froilán sería abad y San Atilano prior.
Por su gran labor evangelizadora por las nuevas tierras y por la veneración que tanto el prior como el abad reciben por parte del pueblo, el rey decide elevar sus dignidades a las de obispo. San Froilán será obispo de León y San Atilano obispo de Zamora. El historiador del siglo XIII: Juan Gil de Zamora, siendo testigo presencial, narra en su libro Liber illustrium personarum como al realizar unas obras en la Iglesia de San Pedro el 26 de mayo de 1260 se hallaron los restos de San Ildefonso de Toledo y de Atilano. De las menciones, y devoción, quedan referencias escritas en los misales y breviarios escritos en el siglo XIV y XV. 
De los años de obispado de San Atilano sólo quedan leyendas, sin que se pueda saber cuál fue su labor concreta, aparte de la fundación de cenobios. No queda escrito alguno suyo. Sus restos se conservan en la ciudad de Zamora, en la iglesia de San Pedro y San Ildefonso, donde son custodiados por la Real Cofradía de Caballeros Cubicularios de Zamora.

## Leyendas de San Atilano
Se dice que el día que fue consagrado obispo se apareció el Espíritu Santo. También se dice que huyendo de los musulmanes el puente del Duero se hundió tras ser cruzado por el santo, pereciendo así los musulmanes.
Se cuenta también que peregrinó a Jerusalén, en penitencia por pecados de su juventud. Cuando abandonaba la ciudad al cruzar el puente, arrojó su anillo episcopal al Duero, con la esperanza de recuperarlo algún día como prenda segura del perdón obtenido. Tras dos años, inspirado por Dios, vuelve de incógnito a Zamora y recibe hospedaje muy cerca, en la hospedería cercana al Hospital de San Vicente de Cornú. Preparando su comida, abre un pez recibido de limosna y dentro de sus entrañas encuentra su anillo. Las campanas de la ciudad repicaron solas, y ante los zamoranos que acudieron a recibirle jubilosos, avisados por tal prodigio, apareció revestido milagrosamente con los ornamentos episcopales. Con el tiempo la hospedería se convirtió en la ermita de San Atilano (lugar donde se encuentra el cementerio homónimo).